# 底洞镇
底洞镇，是中华人民共和国四川省宜宾市珙县下辖的一个乡镇级行政单位。

## 行政区划
底洞镇下辖以下地区：
圣浦社区、景阳村、白合村、石红村、水竹村、罗通村、半河村、德惠村、盐井社区村、民建村、瑞华村、顶古村、板栗村、普新村、同义村、芭蕉村、楠桥社区村、两河村、木梯村、陈泗村、郭斯村、大田村、小河村、建设村、文化村、大地村、周家村、利民村和德利村。